# ドリーム・スタジアム
『ドリーム・スタジアム』（Dream Stadium）は、1997年に公開された日本映画。監督：大森一樹。配給：東映。プロ野球選手の亡霊が乗り移ったことで、突然野球の才能に目覚めた男をめぐる騒動を通じ、野球に夢を懸ける人々の心模様が描かれる。
福岡ダイエーホークス、パシフィック・リーグ、日本プロ野球名球会の全面協力により、当時の現役選手のほか往年の名選手が本人役で多数出演し、資料映像および撮り下ろしによる試合シーンが随所に盛り込まれている。

## ストーリー
第1回プロ野球ドラフト会議の1位指名で静岡県立稲取高等学校から南海ホークスに入団した有望な強打者・西山京太郎は、1966年シーズンの開幕前日にバイク事故で急死し、一度も公式戦に出場できなかった心残りのために亡霊となって各地の野球場をさまよい続けていた。
時を経て1996年。住宅販売会社の若手営業マン・田沼洋介は、仕事そっちのけでマイナースポーツの部活動を次々と発足させ、「オリンピックを目指す」とうそぶいては挫折を繰り返していた。旧大阪球場跡の住宅展示場への出張を終えたある夜、洋介は偶然見かけたテレビのプロ野球中継で、想いを寄せる女性の同僚が、他の同僚の男とデートをしている現場を偶然目撃して逆上し、福岡ダイエーホークス対日本ハムファイターズの試合が行われている東京ドームの外野席に乗り込む。そこへホームランボールが飛び込み、頭に直撃を受けた洋介は気を失う。居合わせていた京太郎の亡霊が、その隙に洋介の肉体に入り込む。
洋介は回復して以来、たびたび「1本の大木」のイメージがフラッシュバックする症状に悩まされ、そのイメージに導かれるように何気なくバッティングセンターに向かい、無意識にホームラン性の打球を連発する。バッティングセンターの経営者である朋江が駆け寄り、「私はホークスにコネがある。プロ野球選手になってみないか」と、半ば強引に入団テストに連れて行く。走力もスタミナも守備の才能もない洋介は、一軍監督の王貞治に「確実にホームランを打つ能力」だけを買われてドラフト外入団を認められ、背番号「001」を背負う。洋介は入団直後から指名打者として先発メンバーに抜擢され、初打席から毎試合ホームランを連発し、たちまちスター選手の仲間入りを果たす。
洋介は降って湧いた名声に浮かれきり、深酒と女遊びに明け暮れるようになる。嫌気が差した京太郎は洋介の肉体から出ていき、それ以来洋介はバットをボールに当てることすらできなくなり、二軍落ちとなる。失望した朋江は洋介に、自身が西山京太郎の妹であること、生家がかつてプロ野球チームのキャンプ宿舎に用いられた静岡・稲取の旅館であったこと、自身もプロ野球選手を目指していたことを明かし、「女子選手として入団が許されなかった自分や、死んだ京太郎の果たせなかった夢を洋介に託したが、見込み違いだった」と言い残し、消息を絶つ。朋江を裏切ったことに気まずさを感じた洋介は、初めて野球に対して真摯になり、本格的にトレーニングに取り組むようになるが、かつての打撃を取り戻すことはできなかった。
一方、スポーツジャーナリスト・秋山圭子は、洋介のホームラン連発の謎を追って入団当初の映像を解析するうち、当時の洋介が打撃の瞬間に京太郎に姿を変えていたことを発見する。圭子は京太郎と同郷の稲取の出身であった。稲取へ飛んだ圭子は、地元在住のバット職人の老人から、自身の亡き母・厚子と京太郎の思い出話を聞き取る。厚子は京太郎のために、稲取の山に生えている大きなケヤキの木の太い枝を工房に持ち込んでバットを作らせていた。京太郎はデビュー戦の最初の打席でそのバットを使うために、大阪の宿舎から工房へ取りに向かう途中の愛知県内で事故に遭ったのだった。そのケヤキが生えている野原は朋江にとっても、かつて兄・京太郎とキャッチボールをした思い出の場所だった。
朋江は東京の自宅を引き払い、思い出の野原を買い取って整地し、自身の念願であった私設野球場を完成させていた。洋介はかつて自分がイメージに見た木を見つけて、偶然野球場にたどり着く。圭子もやって来る。野球場でだけ実体化することができる京太郎が、南海のユニフォームを着て3人の前に姿を表す。朋江は再会を喜ぶが、洋介は自身の能力の真相を知って落胆する。翌日、朋江と旧知である日本プロ野球名球会の面々が完成祝いに駆けつけ、記念試合を行う。京太郎も野球ファンの若者のふりをして名球会のOBたちと試合に興じる。洋介は白球を追う彼らの純粋な姿を見て「自分は場違いだ」と感じ、黙って稲取を離れ、シーズン終了を待っての引退を決意する。
シーズン終了直後、福岡ドームで名球会を中心としたOBチーム「ドリームス」と福岡ダイエーホークスのエキシビション試合が開催される。監督の王は洋介をふたたび指名打者に抜擢する。京太郎は屋根裏で見守るが、決して洋介に力を貸そうとしなかったため、洋介は三振を続ける。そこに中年の男の姿をした天使が、いつまでも現世を離れない京太郎を見かねて現れ、「それでいいのです。信頼できる誰かに夢を託すのです」と励ます。
ホークスが2点のビハインドで迎えた9回裏2アウト1・3塁、抑え投手として金田正一が登板し、ホークスは洋介の打順となる。マスコットキャラクター「ハニーホーク」の着ぐるみに入り込んだ圭子が、稲取のバット職人の工房に残されていたケヤキのバットを洋介に手渡す。洋介が自らの実力でボールを捉え、バットを砕きながらスタンドに叩き込む逆転サヨナラスリーランホームランをやり遂げ、ホークスがドリームスに勝利する。その時福岡ドームの大屋根が開き、飛び散ったバットのかけらと京太郎の魂が光の粒となって夜空に消えていった。
1997年の春季キャンプ。引退を撤回し、黙々と走り込みを続ける洋介の姿があった。

## キャスト
- 田沼洋介（住宅メーカー営業部のサラリーマン→福岡ダイエーホークス指名打者）：萩原聖人
- 秋山圭子（スポーツジャーナリスト）／和泉厚子（圭子の母）：牧瀬里穂 ※二役
- 西山京太郎（1966年に事故死したプロ野球選手の霊）：池内博之
- 天使：斎藤洋介
- 洋介の上司：上田耕一
- 香織（洋介の同僚）：高橋里華
- 洋介の同僚：吉満涼太、古谷和実
- 圭子の同僚：趙方豪
- バッティングセンターのチンピラ：パンチ佐藤
- 大阪営業所の所長：横山たかし
- 住宅展示場の客：笑福亭純瓶、高島由佳
- 実況アナウンサー：長谷川太 ※声の出演
- 東京ドーム医務室の医師：永井明
- 角田英介
- 栗林知美
- バット職人：八名信夫
- 西山朋江（京太郎の妹）：桃井かおり

### 特別出演
いずれも本人役。
- 日本プロ野球名球会
  - 金田正一
  - 有藤通世、稲尾和久、江藤慎一、大島康徳、梶本隆夫、門田博光、北別府学、衣笠祥雄、小山正明、柴田勲、鈴木啓示、高木守道、張本勲、平松政次、広瀬叔功、福本豊、松原誠、皆川睦雄、谷沢健一、山内一弘、山崎裕之、山本浩二、米田哲也
- ランディ・バース
- パシフィック野球連盟（公式審判員）：東利夫、小寺昌治、栄村隆康、川口亘太
- 福岡ダイエーホークス
  - 一軍監督：王貞治
  - 一軍投手コーチ：村田兆治
  - 育成コーチ：森脇浩司[1]、岩切英司
  - 投手：渡辺秀一、土井雅弘、工藤公康、福田信一、斉藤和巳
  - 野手：坊西浩嗣、小久保裕紀、小川史、林孝哉、澤田剛、秋山幸二、村松有人、脇坂浩二、西島貴之、吉本一義

## スタッフ
- 監督：大森一樹
- 製作総指揮：市村将之
  - 製作（製作者）：伊藤満
- 企画：新川孝夫、本島章雄
- プロデューサー：渡邊範雄
- 制作プロデューサー：林みのる
- 脚本：尾崎将也
- 音楽：かしぶち哲郎
- 音楽プロデューサー：高桑忠男
  - 音楽アシスタント：町田尚己
- 主題歌：「デイドリーム・ビリーバー」
- 撮影監督：高間賢治（JSC）
- 監督補：津崎敏喜
- 照明：上保正道
- 録音：今井善孝
- 美術：澤田清隆
- 編集：池田美千子
- スクリプター：江口由紀子
- 助監督：皆川智之
- 制作主任：守田健二
- 音響効果：佐々木英世、岡瀬晶彦
- 撮影協力：パシフィック野球連盟、オリックス・ブルーウェーブ、日本ハム球団株式会社、株式会社千葉ロッテマリーンズ、日本エアシステム、東伊豆町、東伊豆町観光協会、福岡ドーム、シーホークホテル&リゾート、HYATT FUKUOKA、デサント、文化放送 ほか
- 技術協力：東京現像所、ビデオフォーカス、東洋音響 ほか
- 特別協力：日本プロ野球名球会、福岡ダイエーホークス
- 制作：タイムズ・イン
- 製作（プロダクション）：イメージファクトリー・アイエム

## 漫画版
1997年10月、本作の脚本家・尾崎将也の原作、沼よしのぶの作画で全1巻のコミカライズ版が発表された（実業之日本社マンサンコミックス ISBN 9784408164168）。